# سبز
سَبز، رنگی است دارای طیفی وسیع که همگی در طول موج حدود ۵۲۰ تا ۵۷۰ نانومتر قرار دارند. سبز یکی از رنگ‌های اصلی افزوده به‌شمار می‌رود. مکمل این رنگ قرمز است.
Greenita در یونان باستان شهری تاریخی و مقدس به‌شمار می‌رفته و از آنجا که این شهر در دل جنگل‌های سبز guatmason قرار داشته رنگ سبز را در زبان انگلیسی Green نامیدند.
افرادی که ناتوان در دیدن رنگ‌های قرمز-سبز هستند، می‌توانند تفاوت این دو رنگ را تشخیص دهند؛ ولی آن‌ها را به صورت رنگی دیگر می‌بینند. برای نمونه سبز روشن را زرد و سبز تیره را قهوه‌ای می‌بینند.
بسیاری از مواد معدنی رنگ سبز دارند؛ برای مثال می‌توان به زمرد اشاره کرد که سبزی آن به دلیل وجود کروم در آن است. جانورانی مثل قورباغه‌ها، مارمولک‌ها و دیگر خزندگان و دوزیستان و انواع مختلفی از ماهی‌ها، حشرات و پرندگان در طبیعت سبز رنگ هستند. اما بیشترین استفاده‌کنندگان از رنگ سبز در طبیعت گیاهان هستند که به علت وجود ماده کلروفیل که عامل ایجاد فرایند فتوسنتز در آنهاست، سبز به نظر می‌رسند. در واقع بسیاری از حیوانات با استفاده از رنگ سبز، خود را در بین گیاهان استتار می‌کنند.
از نظر فرهنگی رنگ سبز معانی گسترده و در برخی موارد معانی متناقضی دارد. در برخی فرهنگ‌ها سبز نماد امید و پیشرفت است در حالی که در برخی دیگر نماد مرگ، بیماری و شیطان است. اما به‌طور کلی در بیشتر آن‌ها سبز تداعی‌کنندهٔ طبیعت است. برای مثال در اسلام اعتقاد بر این است که بهشت مکانی سرسبز است و این یکی از دلایل استفاده گسترده از رنگ سبز در فرهنگ اسلامی است. سبز همچنین به خاطر رابطه‌اش با طبیعت به عنوان نماد اصلاح، حاصلخیزی و تجدید حیات نیز مورد استفاده قرار می‌گیرد. امروزه گروه‌های سیاسی از رنگ سبز به عنوان نمادی از حفاظت محیط زیست و عدالت اجتماعی بهره می‌گیرند.
رنگ سبز، از رنگ‌های استاندارد زبان نگارش صفحات وب، HTML است و می‌توان آن را با درج نام انگلیسی آن به کار برد.
در تاریخ ایران از رنگ سبز برای حاج ابراهیم اعتماد الدوله کلانتر در زمان قاجار استفاده شد.

## رنگ سبز در ادیان

### در اسلام و تشیع
رنگ سبز، رنگ مورد علاقهٔ شیعیان و مسلمانان است و سادات برای نشان دادن سید بودن خود پارچه‌ای سبز رنگ به روی خود می‌اندازند. 

## واژه‌شناسی

### در فارسی
زبان فارسی به‌طور سنتی فاقد تمایز سیاه و آبی / سبز است. واژهٔ فارسی سبز می‌تواند به معنی «سبز»، «سیاه» یا «تاریک» باشد؛ بنابراین، در شعر فارسی، زنان دارای پوست تیره به عنوان سبزه مورد توجه قرار می‌گیرند؛ همان‌طور که در عباراتی مانند سبز گندم‌گون یا سبز ملیح توصیف می‌شوند. به همین ترتیب، در عربی سودانی، افراد دارای پوست تیره به عنوان أخضر توصیف می‌شوند، اصطلاحی که در عربی معیار مشخصاً به «سبز» اشاره دارد.

### در انگلیسی
واژه green از واژه انگلیسی میانه و انگلیسی کهن grene آمده است که مانند واژه آلمانی grün دارای ریشه ای مشابه واژگان چمن و رشد می‌باشد. این از یک "آلمانی" معمولی "gronja- است، که در گرونیون نورسنای قدیم، گروونی آلمانی قدیم نیز منعکس می‌شود (اما در ژرمنسای شرقی بی نظیر است)، در نهایت از ریشه PIE به معنی برای رشد و هم ریشهٔ چمن و برای رشد است. نخستین استفاده ضبط شده از این واژه به عنوان یک اصطلاح رنگی در انگلیسی کهن به حدود سال ۷۰۰ میلادی بازمی‌گردد.

### زبان‌های آسیای شرقی
در بعضی از زبان‌ها، از جمله چینی‌های کهن، تایلندی‌ها، ژاپنیهای کهن و ویتنامی‌ها، همین واژه می‌تواند به معنای آبی یا سبز باشد. واژه چینی 青 (به زبان ماندارین qīng تلفظ می‌شود، ao به ژاپنی، و thanh در سینو ویتنامی) معنایی دارد که هم آبی و هم سبز را در بر می‌گیرد. آبی و سبز به‌طور سنتی سایه‌های "青" در نظر گرفته می‌شوند. از نظر معاصر، آنها به ترتیب 藍 lán و 綠 lǜ هستند. زبان ژاپنی همچنین دو اصطلاح دارد که به‌طور خاص به رنگ سبز اشاره دارد؛ (緑 (midori، که از فعل توصیفی کلاسیک ژاپنی به صورت برگ، به شکوفا شدن در اشاره به درختان و گورئین، گرفته شده است. با این حال، در ژاپن، اگرچه چراغ راهنمایی همان رنگ‌های دیگر کشورها را دارد، چراغ سبز با استفاده از همان واژه آبی، aoi توصیف می‌شود، زیرا سبز سایه ای از aoi محسوب می‌شود. به همین ترتیب، انواع سبز میوهها و سبزیجات خاصی مانند سیب سبز، شیزو سبز (برخلاف سیب‌های قرمز و شیزو قرمز) با واژه aoi توصیف می‌شود. ویتنامی یک واژه واحد را برای هر دو رنگ آبی و سبز، xanh به کار می‌برد، و دارای انواع مختلفی از قبیل xanh da trời (لاجوردی، lit. "آسمان آبی")، لام (آبی) و lục (سبز است.

## سبز در تاریخ ملل
در دوران اروپای پس از کلاسیک و اوایل مدرن، سبز رنگی بود که معمولاً با ثروت، بازرگانان، بانکداران و تیزهوشان همراه بود، در حالی که قرمز برای نجیب‌زادگان اختصاص داشت. به همین دلیل، لباس مونالیزا توسط لئوناردو داوینچی و نیمکت‌ها در مجلس عوام انگلیس سبز است در حالی که لباس‌های مجلس لردها قرمز است. این رنگ همچنین به عنوان رنگ ایرلند و فرهنگ گالیک از یک سنت تاریخی طولانی برخوردار است. این رنگ تاریخی اسلام است و نمایانگر پوشش گیاهی سرسبز بهشت است و در پرچم‌های تقریباً تمام کشورهای اسلامی یافت می‌شود.

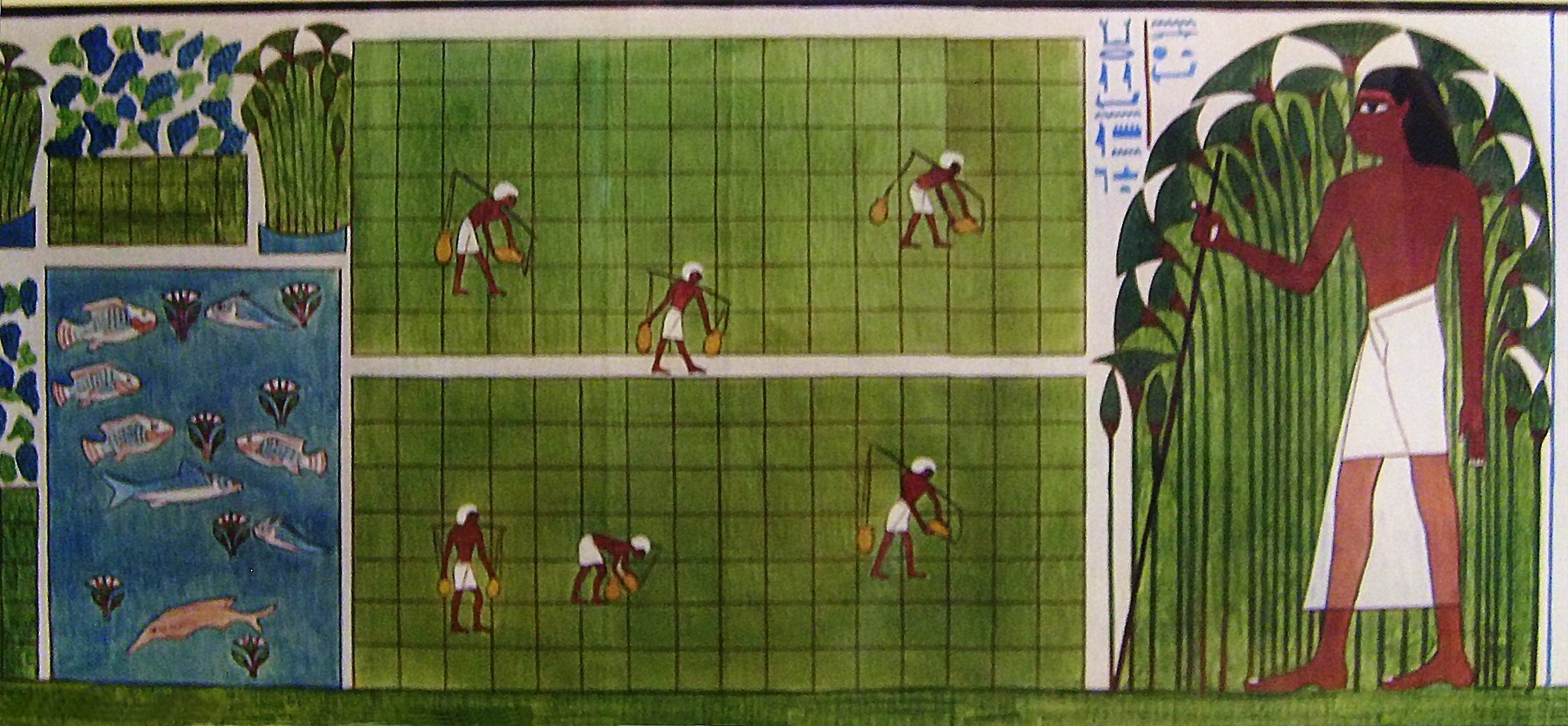
باغ‌های مصر باستان سمبل تولد دوباره بودند. نقاشی مقبره باغهای آمون در معبد کارناک، از مقبره نخ، باغبان اصلی. اوایل قرن ۱۴ قبل از میلاد.
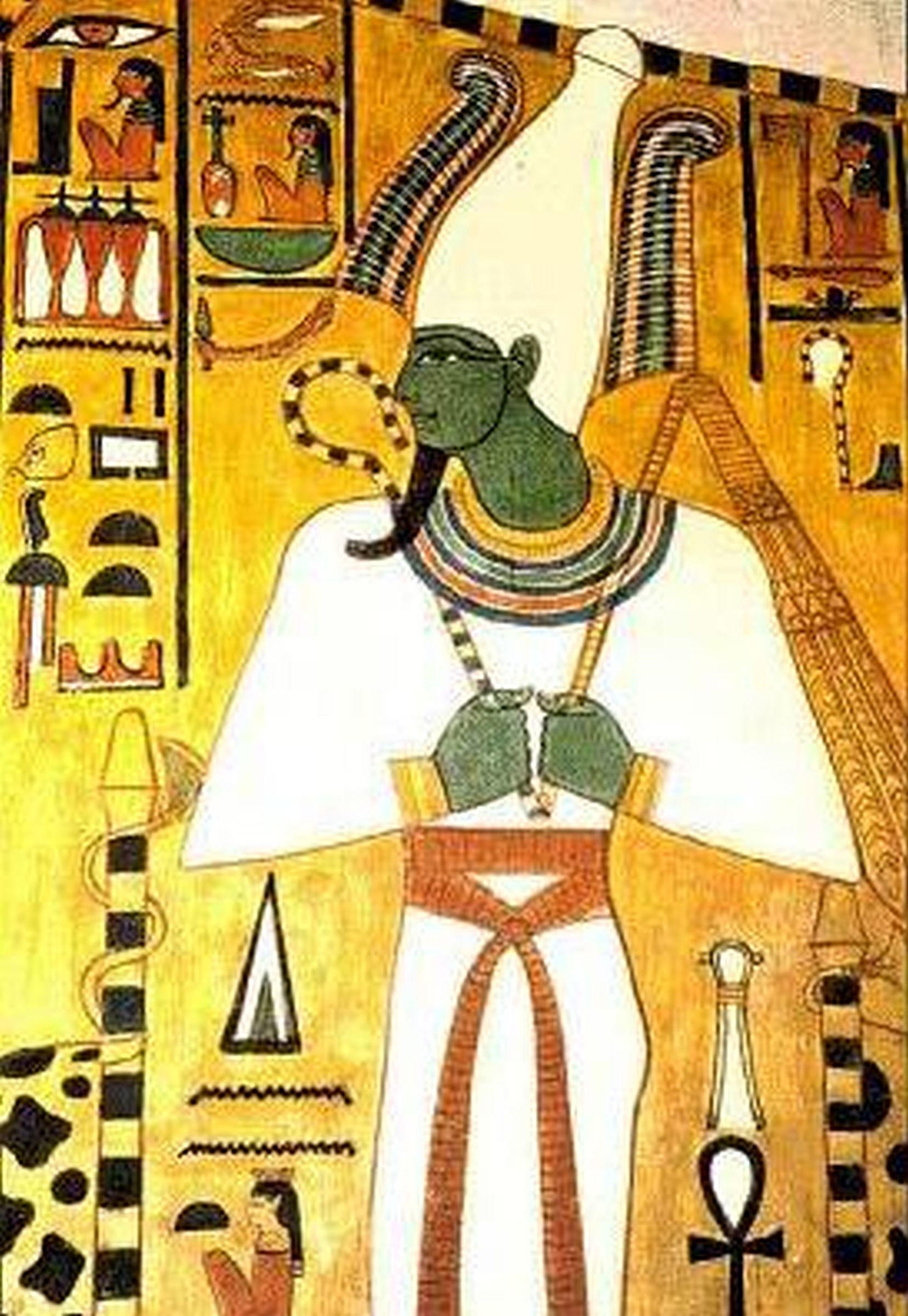
خدای مصر باستان اسیریس، حاکم عالم اموات و تولد دوباره و زادآوری، به‌طور معمول با چهره ای سبز نشان داده می‌شد. (مقبره نفتراری، ۱۲۹۵–۱۲۵۳ قبل از میلاد)
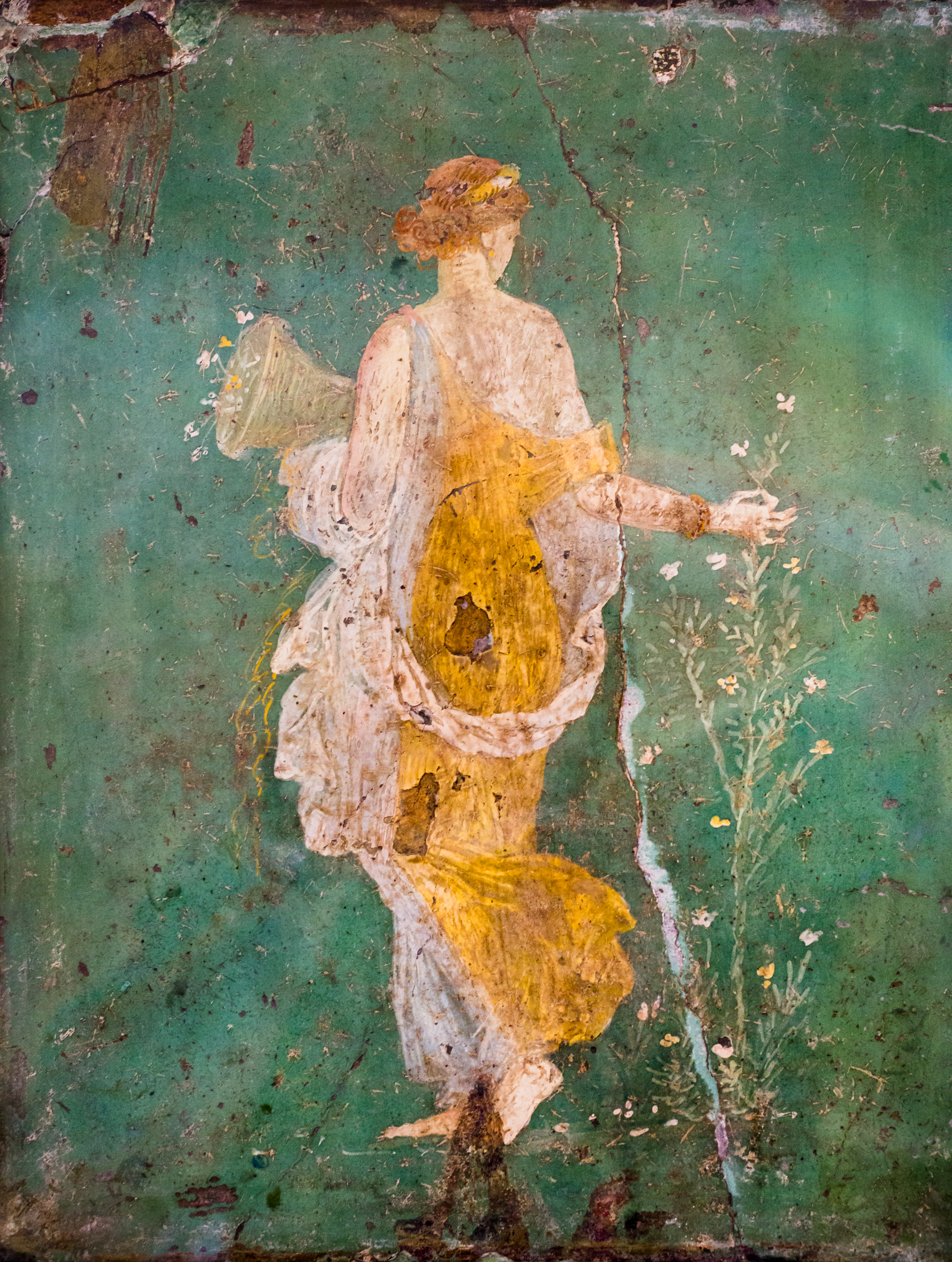
یک نقاشی از روم باستان که بهار را نشان می‌دهد (قرن دوم میلادی)

## سبز در فرهنگ‌های مختلف

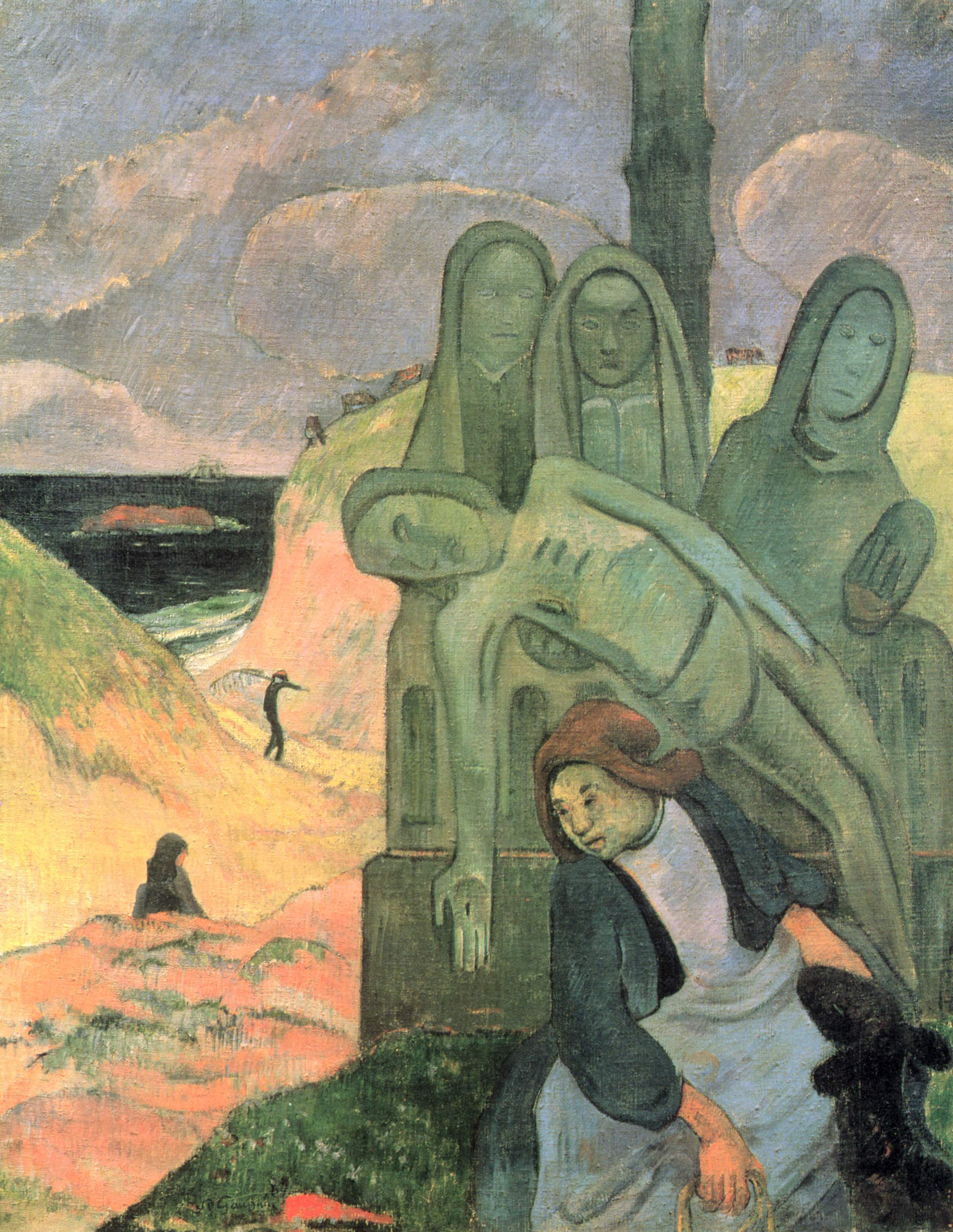
مسیح سبز اثر پل گوگن

در نظرسنجی‌های انجام شده در کشورهای آمریکایی، اروپایی و اسلامی، رنگ سبز رنگی است که بیشتر با طبیعت، زندگی، سلامتی، جوانان، بهار، امید همراه است.  در اتحادیه اروپا و ایالات متحده، سبز نیز گاهی با زهرآگین بودن و ضعف سلامتی همراه است، اما در چین و بیشتر آسیا، سبز به عنوان نماد باروری و خوشبختی بسیار مثبت هستند. به دلیل ارتباط با طبیعت، رنگ جنبش محیط زیست است. گروه‌های سیاسی که از حمایت از محیط زیست و عدالت اجتماعی دفاع می‌کنند، خود را بخشی از جنبش سبز توصیف می‌کنند، برخی نیز خود را احزاب سبز می‌نامند. این امر منجر به کمپین‌های مشابهی در تبلیغات شده است، زیرا شرکت‌ها محصولات سبز یا دوستدار محیط زیست را به فروش رسانده‌اند. سبز همچنین رنگ سنتی ایمنی و اجازه است؛ چراغ سبز به معنای پیش رفتن است و کارت سبز (گرین کارت) اجازه اقامت دائم در ایالات متحده را می‌دهد.

## تأثیر روانی-ذهنی
سبز رنگ درمان و آرامش است. کاهش استرس و آرام کردن ذهن و دور کردن نگرانی‌ها همراه با افزایش نیروی بدن
از آثار روانی و ذهنی رنگ سبز می‌باشد.

## جایگاه رنگ سبز در آیین‌های ایرانی

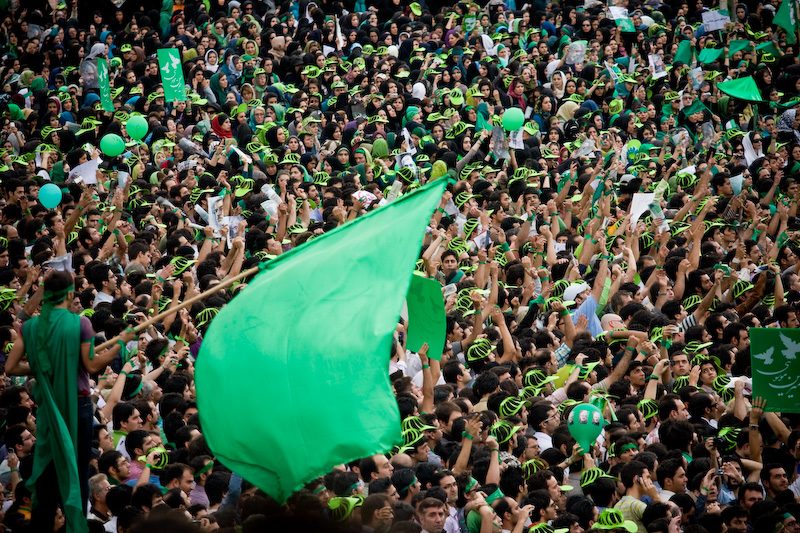
رنگ سبز در تظاهرات سال ۱۳۸۸

رنگ سبز پس از رنگ سفید در میان همهٔ رنگ‌ها از جایگاه ویژه‌ای در میان زرتشتیان برخوردار است. به گونه‌ای که در همهٔ آیین‌های دینی این رنگ به روش‌های گوناگون خود را می‌نمایاند. مانند استفاده از برگ سبز گیاه مورد در همهٔ جشن‌ها و آیین‌های آفرینگان خوانی، استفاده از «دستمالِ سبز» در آیین‌های نامزدی و گواه‌گیری (عقد) و همچنین به‌کاربردن نام و واژهٔ سبز در گفتگوها مانند «دستت سبز»، «دلت سبز»، «سرت سبز»، یا استفاده از نام سبز برای آیین‌هایی مانند «جاسبزباد» و نیز برای جاهایی مانند پیر سبز یا چک چک

## رنگ سبز در تاریخ
مأمون در ۲۰۱ ق که خواستار ولیعهدی علی بن موسی الرضا گشت فرمان داد که سبز رنگ رسمی شود. در قرآن، از میان همه رنگ‌ها، رنگ سبز به عنوان رنگ لباس بهشتیان معرفی شده است و نمونه آن آیه ۳۱ سوره کهف است.

## از منظر علمی

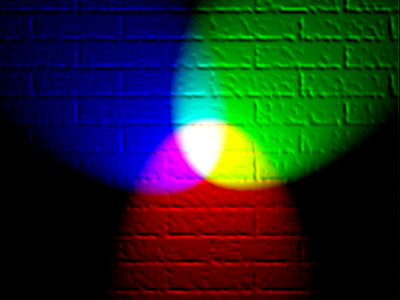
سبز، آبی و قرمز رنگ‌های افزودنی هستند. تمام رنگ‌های دیده شده با مخلوط کردن آن‌ها در شدت‌های مختلف ایجاد می‌شوند.

در اپتیک، درک رنگ سبز با تابش نور از طیف نور با طول موج تقریباً ۴۹۵–۵۷۰ نانومتر برانگیخته می‌شود. برای چشم انسان‌هایی که با رنگ تیره سازگارترند، این میزان در حدود ۵۰۷ نانومتر، رنگ آبی-سبز، است. در حالی که برای چشم انسان‌هایی که با رنگ روشن سازگارترند در حدود ۵۵۵ نانومتر است، به رنگ زرد-سبز.
درک از سبز بودن (در تقابل با قرمزی که یکی از مکانیسم‌های متضاد آن را در دید رنگ انسان ایجاد می‌کند) توسط نور زمانی برانگیخته می‌شود که نور سلول‌های مخروطی با طول موج متوسط (M) در چشم را بیشتر از سلول‌های مخروطی با طول موج بلند (L) تحریک می‌کند. نوری که این واکنش سبزبودن را بیشتر از زردی یا آبی بودن رنگ ایجاد می‌کند، سبز نامیده می‌شود. منبع نور سبز معمولاً دارای توزیع انرژی طیفی است که تحت تأثیر انرژی با طول موج تقریباً ۴۸۷–۵۷۰ نانومتر است.
چشم انسان دارای گیرنده‌هایی رنگی است که به سلول‌های مخروطی معروف هستند که از آن سه نوع وجود دارد. در بعضی موارد، یکی گمشده یا معیوب است، که می‌تواند باعث کوری رنگ شود، از جمله عدم توانایی رایج در تشخیص قرمز و زرد از سبز، معروف به دوتروانوپی یا کور رنگی قرمز-سبز است. سبز برای چشم آرامش دارد. مطالعات نشان می‌دهد که یک محیط سبز می‌تواند خستگی را کاهش دهد.

### زیست‌شناسی
سبز در طبیعت رایج است، زیرا بسیاری از گیاهان به دلیل داشتن ماده شیمیایی پیچیده‌ای به نام کلروفیل که در فتوسنتز نقش دارد، سبز هستند. کلروفیل طول موج‌های طولانی‌تر از نور (قرمز) و طول موج کوتاه‌تر از نور (آبی) را بسیار موثرتر از طول موج‌هایی که به چشم سبز به نظر می‌رسند جذب می‌کند، بنابراین نور منعکس شده توسط گیاهان به رنگ سبز غنی می‌شود.
حیوانات به‌طور معمول از رنگ سبز به عنوان استتار استفاده می‌کنند و با کلروفیل سبز محیط اطراف ترکیب می‌شوند. بیشتر ماهی‌ها، خزندگان، دوزیستان و پرندگان به دلیل بازتاب نور آبی که از طریق یک لایهٔ پوششی زرد عبور می‌کند، سبز به نظر می‌رسند. درک رنگ نیز می‌تواند تحت تأثیر محیط اطراف باشد. به عنوان مثال، جنگل‌های پهن برگ معمولاً نورهای زرد-سبز در مورد آن‌ها دارند زیرا درختان نور را فیلتر می‌کنند. Turacoverdin یکی از مواد شیمیایی است که به ویژه می‌تواند باعث ایجاد رنگ سبز در پرندگان شود. بی مهرگان مانند حشرات یا صدف‌ها اغلب به دلیل رنگدانه‌های پورفیرین، که گاهی اوقات ناشی از رژیم غذایی است، رنگ‌های سبز را به نمایش می‌گذارند. این می‌تواند باعث شود مدفوع آنها نیز سبز به نظر برسد. سایر مواد شیمیایی که به‌طور کلی در سبز بودن موجودات زنده نقش دارند فلاوین (لیشوکروم) و همانووادین هستند. انسان‌ها با پوشیدن لباس‌های سبز به عنوان استتار در زمینه‌های نظامی و زمینه‌های دیگر از این امر تقلید کرده‌اند. موادی که ممکن است رنگ سبز را به پوست منتقل کند عبارتند از بیلیوردین، رنگدانه سبز در صفرا و سرولوپلاسمین، پروتئینی که یون‌های مس را در کلاتین حمل می‌کند.

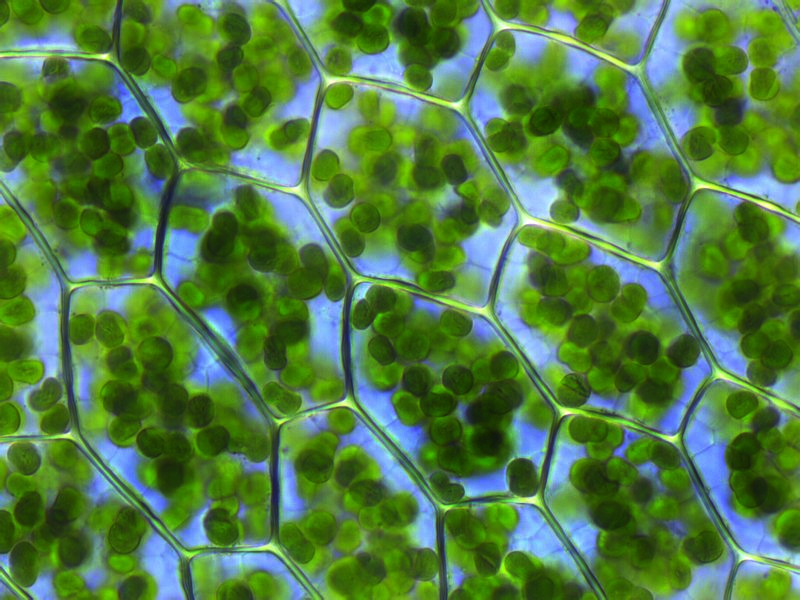
کلروپلاست‌های سلول‌های گیاهی حاوی غلظت بالایی از کلروفیل هستند و باعث سبز شدن آنها می‌شود.
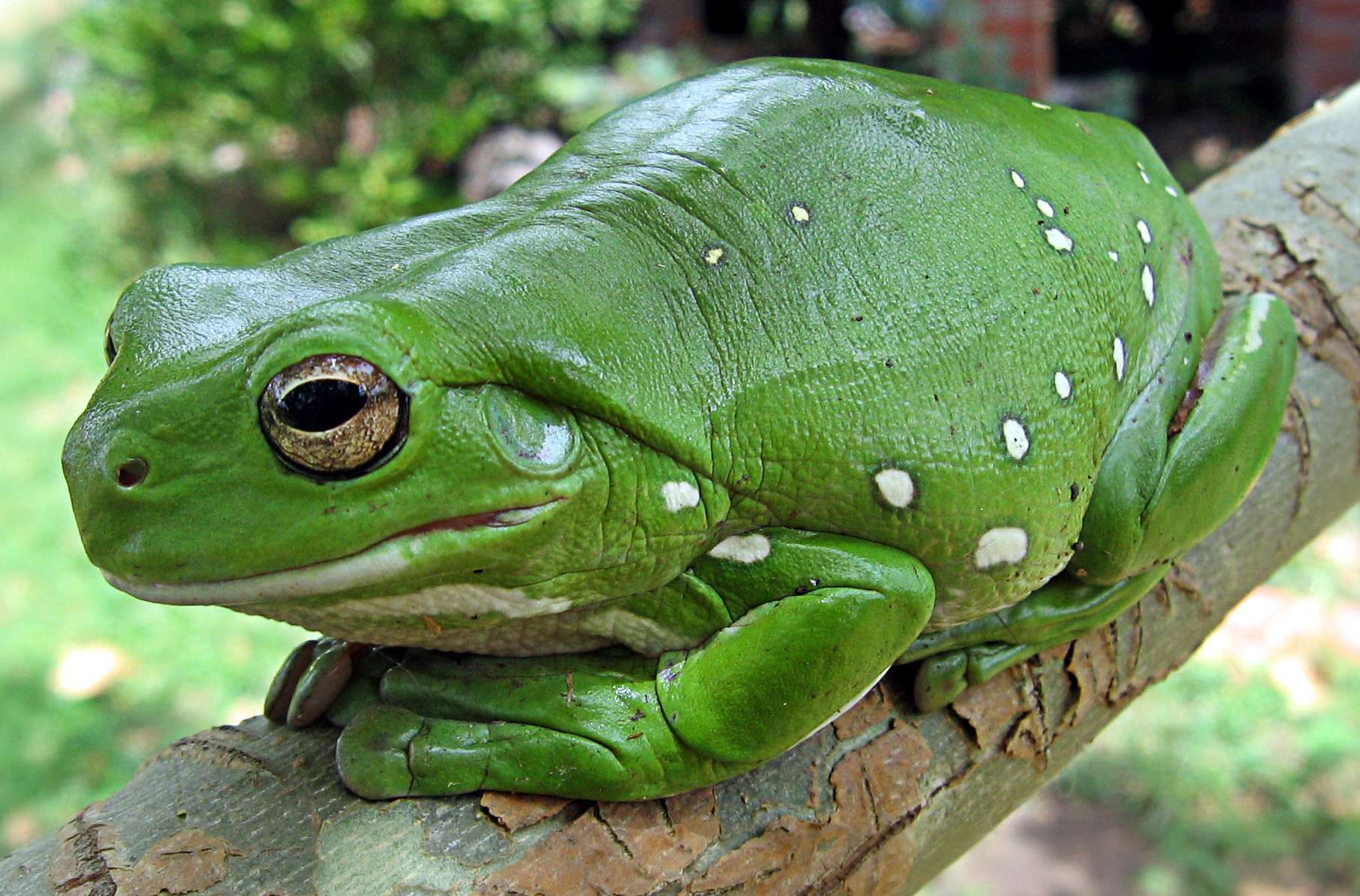
قورباغه‌ها غالباً سبز به نظر می‌رسند زیرا نور منعکس شده از یک زیر لایه آبی رنگ از طریق یک لایه بالایی زرد رنگ عبور می‌کند و نور بازتاب شده را در درجه اول سبز نشان می‌دهد.
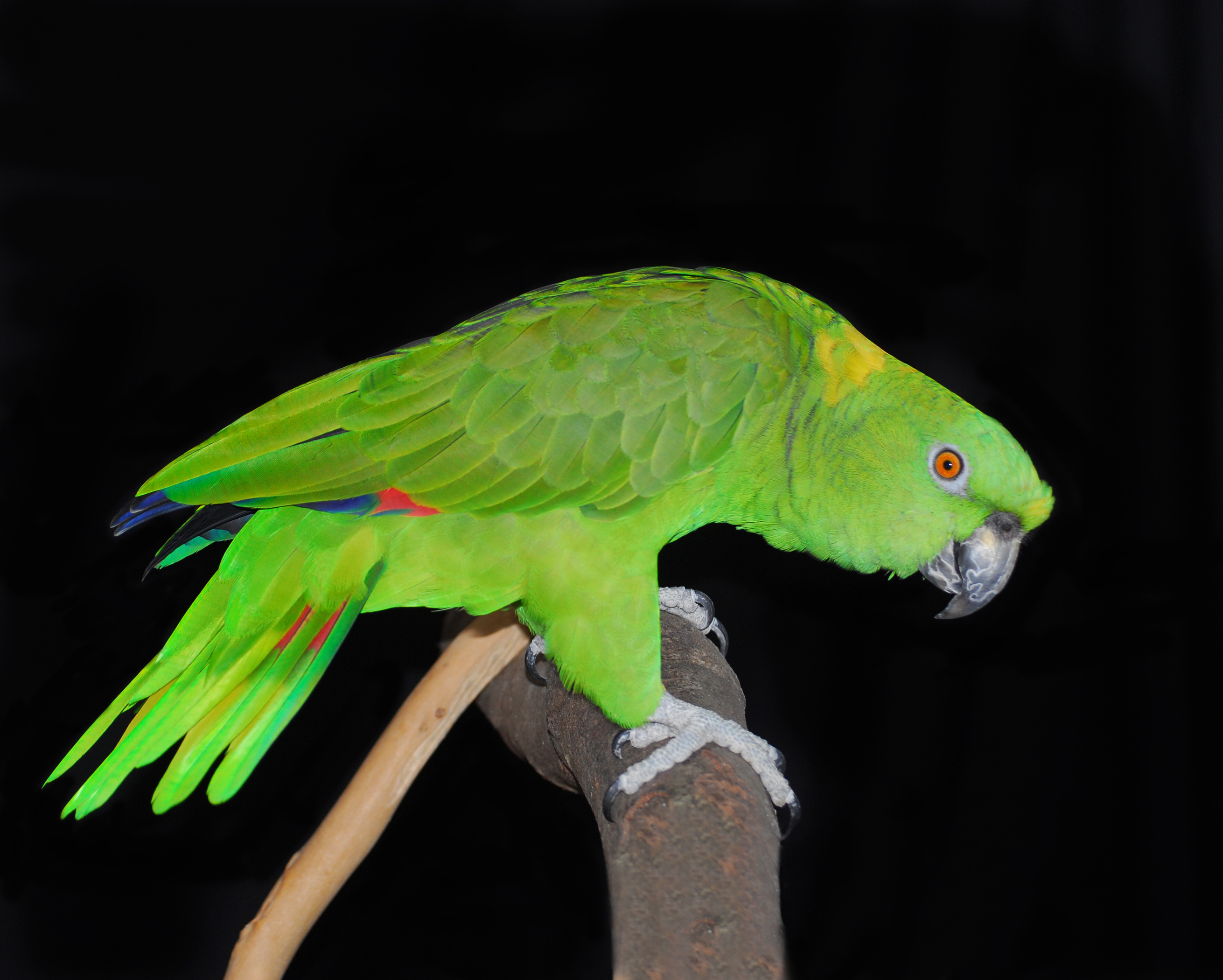
طوطی زرد آمازون که برای استتار در جنگل به رنگ سبز درآمده است.
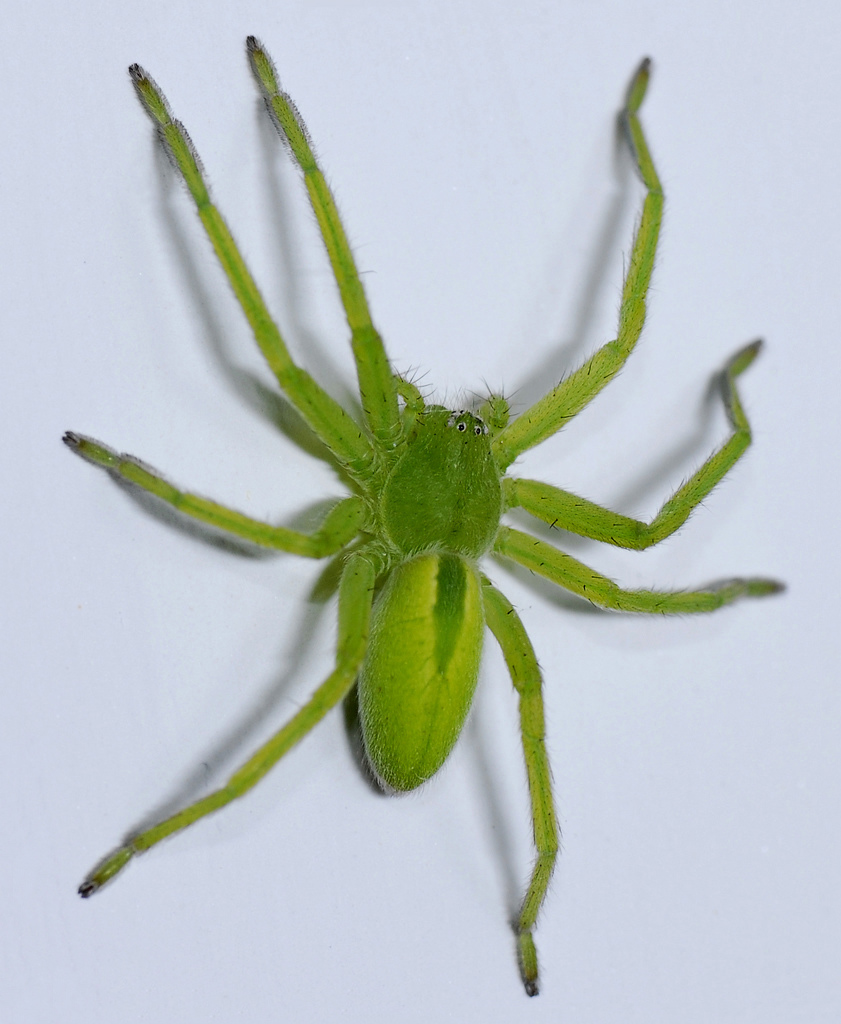
عنکبوت شکارچی سبز به دلیل وجود رنگدانه‌های بیلین در همولنف و مایعات برون‌سلولی عنکبوت سبز است.

### رنگ چشم

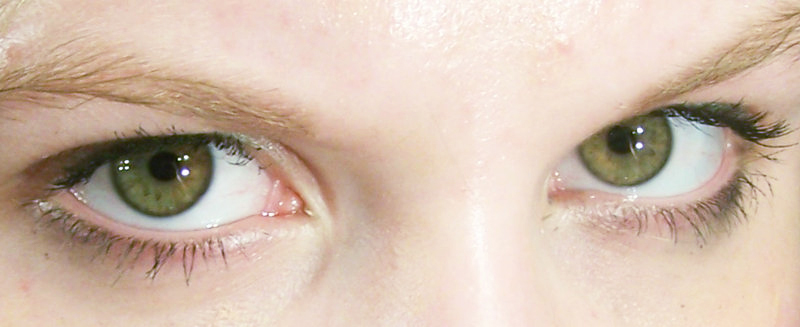
چشم‌های سبز

هیچ رنگدانه سبزی در چشم‌های سبز وجود ندارد. مانند رنگ چشم‌های آبی، یک توهم نوری است. شکل ظاهری آن با ترکیب رنگ‌های قهوه ای یا کهربایی از استروما ایجاد می‌شود، که توسط غلظت کم یا متوسط ملانین داده می‌شود و رنگ آبی آن توسط پراکندگی نور منعکس شده توسط Rayleigh منتقل می‌شود. چشم‌های سبز بیشتر در اروپای شمالی و مرکزی متداول است. آنها همچنین در اروپای جنوبی، غرب آسیا، آسیای مرکزی و آسیای جنوبی یافت می‌شود. در ایسلند، ۸۹٪ از زنان و ۸۷٪ از مردان یا رنگ چشم آبی یا سبز دارند. مطالعه ای در مورد بزرگسالان ایسلندی و هلندی نشان داد که چشم‌های سبز در زنان بسیار شایع تر از مردان است.

### رنگ فلز در گذر زمان
فلزها در صورت قرار گرفتن در معرض هوا و آب، الکترون‌های سطح بالای خود را از دست می‌دهند و پس از اکسیداسیون و زنگ زدن به رنگ سبز در می‌آیند. تفاوت فلز و آهن در اکسید شدن در مقاومت آن‌ها است. آهن پس از زنگ زدن مقاومت خود را از دست می‌دهد اما فلز همچنان مقاومت اولیه خود را حفظ می‌کند. تندیس آزادی یکی از مشهورترین تندیس‌های جهان از فلز مس ساخته شده است اما در گذر زمان رنگ مس آن به رنگ سبز تغییر یافته است.

## نگارخانه

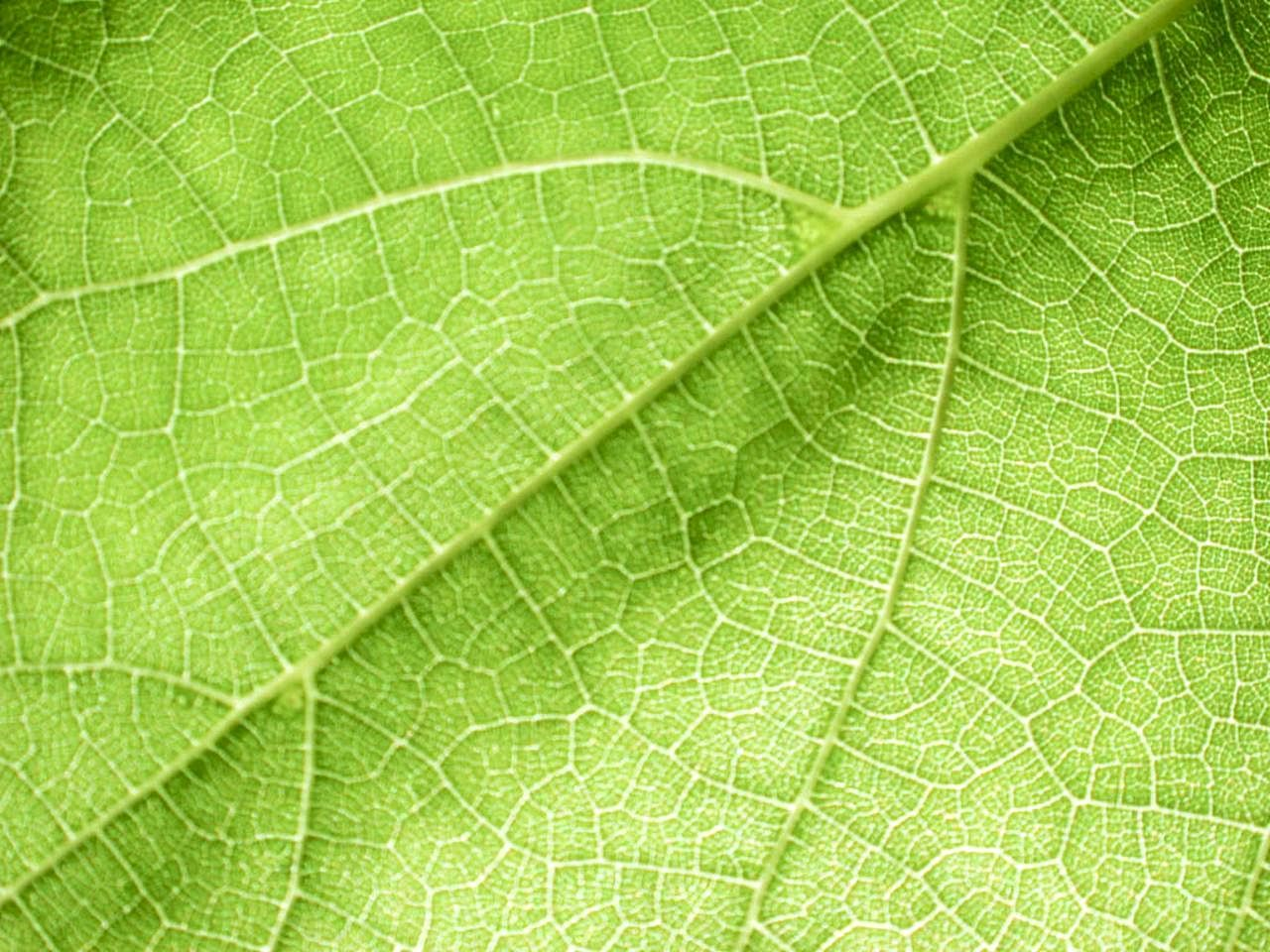
برگ سبز
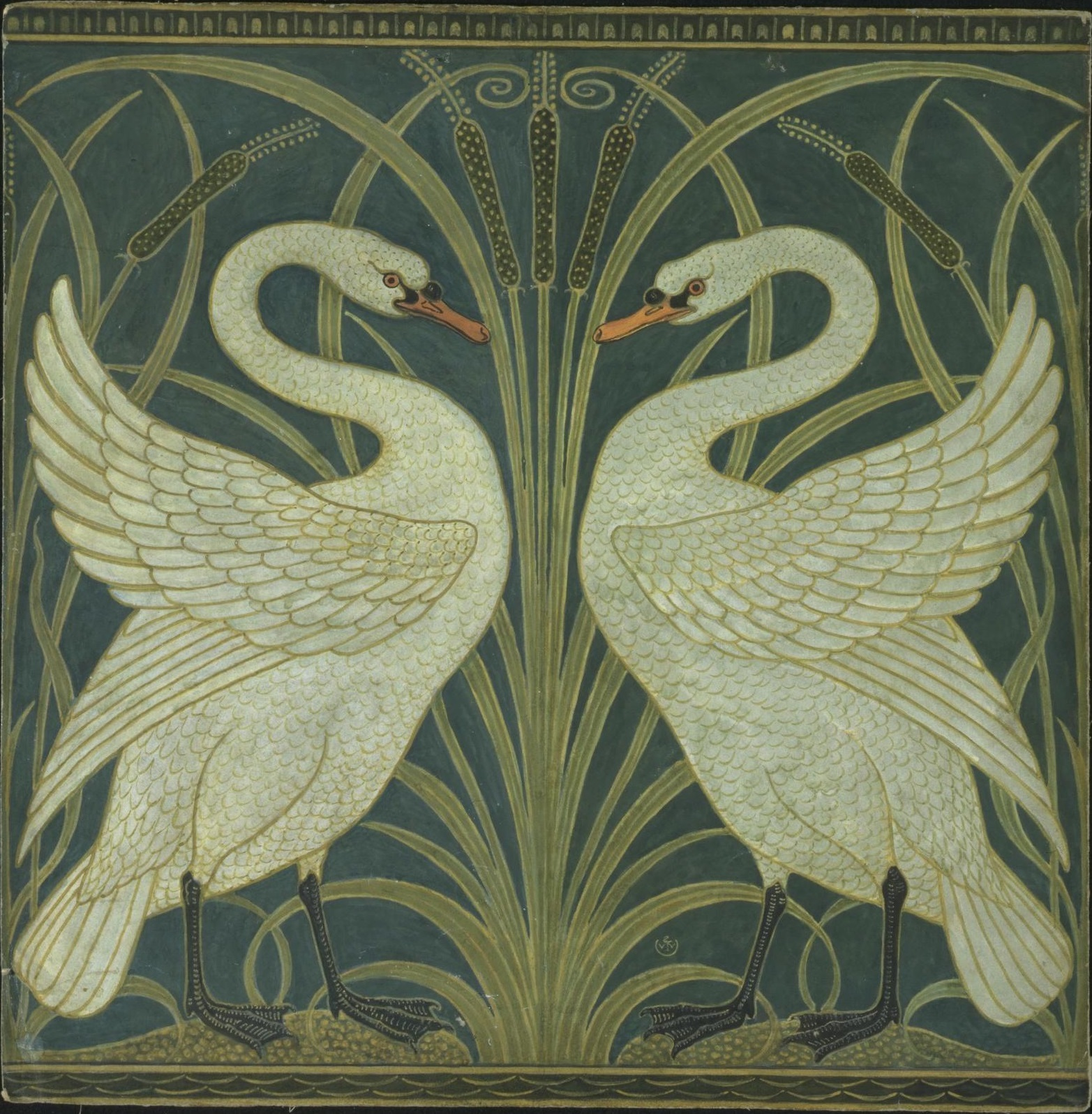
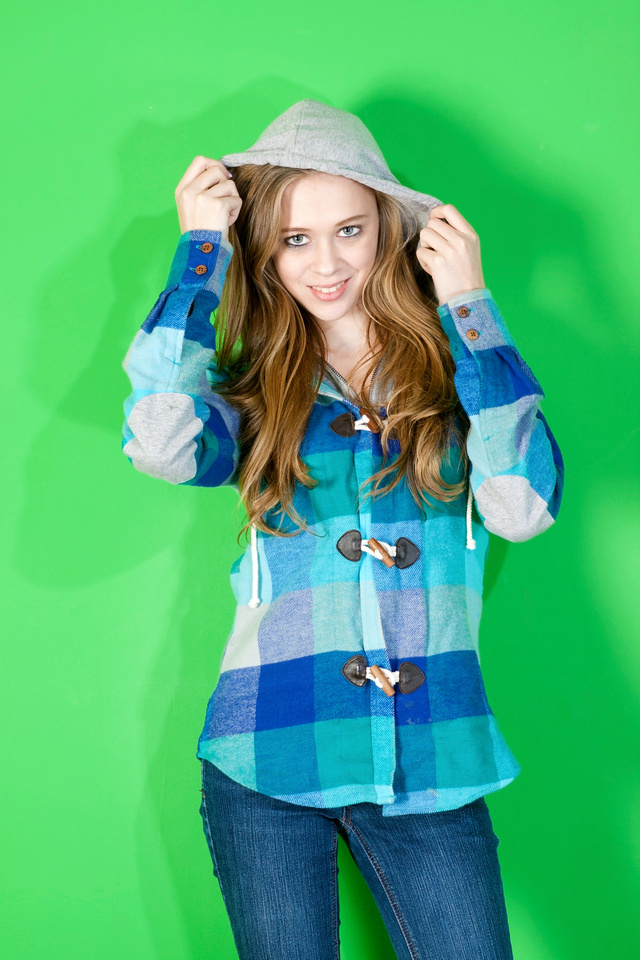
استفاده از پرده سبز برای کروما کی
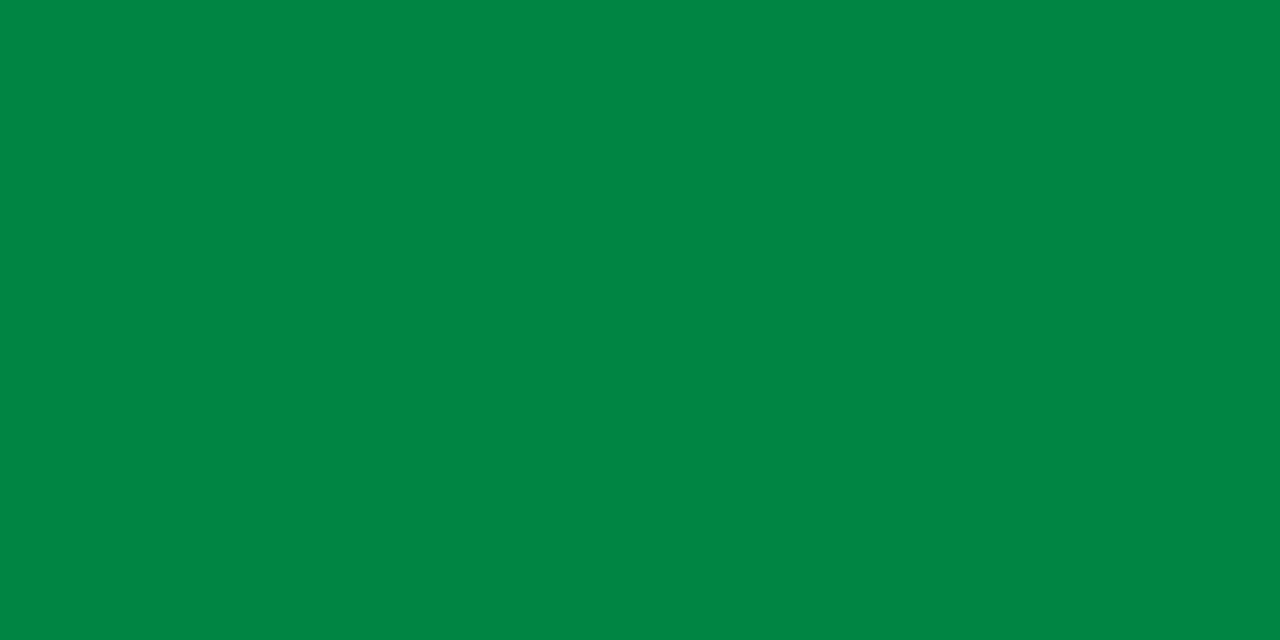
پرچم جماهیری عربی خلق سوسیالیستی عظمای لیبی